# Американская акита
Американская акита (англ. american akita) — порода собак, также известная как «Большая японская собака».

## История породы
Акита происходит из Японии, другое название большая японская собака, Акита — это одноимённая провинция в Японии. В древности акита использовались для охоты на медведя.
После Второй мировой войны акита была завезена в Америку, предположительно американскими солдатами. Видимо, акита настолько понравилась американцам, что они не могли устоять и не забрать с собой щенка акиты. Американцы были в восторге от такой большой и пушистой собаки, она для них была японской «диковинкой». Прошли недолгие годы, и на основе японской породы собак акита в США, в результате скрещивания акиты с мастифом и немецкой овчаркой, была выведена совершенно новая порода, первое её название было Большая Японская собака. Акиту ещё долгое время не подразделяли на виды, но вскоре породу собак разделили на два вида: американская акита и акита, другое название акита-ину. Американские акиты — это более крупные и коренастые собаки; тогда как акита-ину — более стройные и утонченные, со строгими допусками по окрасу: рыжий, белый, тигровый, с обязательным урадзиро (белый шерстный покров в области груди, нижней части шеи, на щеках, во внутренней части уха, на подбородке, животе, внутренней части конечностей, внешней части закинутого на спину хвоста). Хотя в некоторых странах присутствуют обе группы акиты, и их не подразделяют на виды. Во всем мире мнения разделились, некоторые люди хотели бы разделить данную породу на две отдельные породы: американскую акиту и японскую акиту, в то время как другие признают только одну породу акиту японскую.

## Внешний вид
Американская акита — крупная собака с тяжелым костяком. Морда объемная, широкая, сверху имеет форму тупоугольного треугольника. Уши сравнительно небольшие относительно головы, прочно стоят на крепких хрящах. Глаза также маленькие тёмно-карие, недопустимы светлые, веки плотно прилегают. Если положить уши, они должны касаться верхнего века. Челюсти квадратные, с легким подвесом. Нос чёрный, у белых акит допускается небольшая депигментация, предпочтителен чёрный. Губы черные. Язык розовый. Прикус ножницеобразный, допускается прямой.
Шея мускулистая, толстая, подвес должен быть как можно меньше, относительно короткая. Становится широкой у плеч и плавно перетекает. Отношение высоты в холке к длине корпуса у кобелей — 9:10, у сук — 9:11. Спина прямая, поясница мускулистая, грудь глубокая, широкая, мускулистая, живот подтянут. Хвост крупный, завернут в 3/4 и более кольца, пушистый. Передние конечности прямые, мощные. Задние конечности мускулистые, ширина и костистость как у передних. Лапы направлены прямо, между пальцами перепонки.
Шерсть двойная, подшёрсток густой и мягкий. Покровная шерсть жесткая, более длинная, чем подшёрсток. Самая длинная шерсть на хвосте, а на морде и ушах она короткая. Окрас любой. Бывают разные цвета у покровной шерсти и подшерстка.
В отличие от других собак, глаза американской акиты не только «любящие», но и хитрые, сознающие свое предназначение для хозяина. Ни один элемент тела американской акиты не отвлекает от общего вида собаки — все пропорционально и гармонично. Уши треугольные, стоящие, ловящие всякий звук, челюсти и зубы ловкие, крупные и мощные, но американская акита без дела их в ход не пускает, собака набрасывается только при очевидной опасности, без дела и просто так эта собака не нападает. Хвост загнут в кольцо, «бублик». Окрас американских акит достаточно разнообразен, в основном это рыжий, рыжий с белым, серый, и серый с белым. Очень важен и подшерсток, чрезвычайно плотный, но в то же время воздушный и мягкий. Собака при −30 С° беззаботно будет спать на улице. Американская акита вполне приспособлена к загородному содержанию, так же можно содержать эту собаку и в квартире при условии длительных прогулок два раза в день и наличия кондиционера, иначе, если дома жарко, собака может получить тепловой удар. Акиты живут достаточно долго, и многие из них доживают до пятнадцати лет.

## Темперамент
У американской Акиты уравновешенный характер и устойчивая психика. Они бдительны ко всему происходящему, свободолюбивы и независимы. На сегодняшний день эту породу используют не только как собаку-компаньона, а как сторожевую или служебную собаку или даже как собаку-поводыря. Эти собаки крайне молчаливы, если, конечно, их иному не научила другая собака-сожитель.
На сегодняшний день американская акита используется в основном как собака-компаньон, верный друг семьи и в то же время преданный охранник, знающий свою территорию и готовый защищать её даже в самых экстремальных ситуациях.